# Szamosi Zsófia
Szamosi Zsófia (szül. Szandtner Zsófia, Budapest, 1977. augusztus 12. –) Jászai Mari-díjas magyar színésznő. Édesanyja Cserje Zsuzsa dramaturg, testvére Szandtner Anna színész.

## Életpályája
Édesanyja révén gyermekkorától gyakran megfordult a Kálvária téri Népszínházban. A Berzsenyi Dániel Gimnáziumba járt. Az Új Színház stúdiójában töltött két év után, harmadszori jelentkezésével jutott be a Színház- és Filmművészeti Főiskolára, ahol 2001-ben, Marton László osztályában végzett. Az egyetemi évek alatt változtatta meg nevét, amikor húga, Anna is felvételt nyert.
Friss diplomásként egy évet Szolnokon szerepelt, majd négy évet a Vígszínházban töltött. 2005–2015 között Pintér Béla társulatának tagja volt. Ezután szabadúszó lett.
A 2015–2016-os évtől Hámori Gabriellával közösen vezet osztályt Salamon András „Go To Casting” nevű filmiskolájában.

## Szerepei

### Színházi szerepei
- 1999: Marat/Sade (rendező: Szász János, szerző: P. Weiss, szerep: Popó)
- 2000: Alkésztisz (rendező: Stefano de Luca, szerző: Euripidész, szerep: Alkésztisz/Pherész/Heraklész)
- 2000: Romeó és Júlia (rendező: Beatrice Bleont, szerző: W. Shakespeare, szerep: Capuletné)
- 2001: Liliom (rendező: Lukáts Andor, szerző: Molnár F., szerep: Muskátné)
- 2001: Meggyeskert (rendező: Kaszás Mihály, szerző: A. Csehov, szerep: Várja)
- 2001: Vásott kölykök (rendező: Réczei Tamás, szerző: J. Cocteau-Forgách A., szerep: Elisabeth)
- 2002: Nyaralók (rendező: Valló Péter, szerző: M. Gorkij, szerep: Kalerija)
- 2004: Szenvedély (rendező: Mészáros Tamás, szerző: Murray-Smith, szerep: Claudia)
- 2005: Pisti a vérzivatarban (rendező: Marton László, szerző: Örkény István, szerep: Szőke Lány)
- 2006: A kávéház (rendező: Valló Péter, szerző: C. Goldoni, szerep: Vittoria)
- 2007: Árva csillag (rendező: Pintér Béla, szerep: Andrea Angyelevna)
- 2008: Az öldöklő angyal (rendező: Pelsőczy Réka, szerző: L.Bunuel, szerep: Leticia)
- 2009: A soha vissza nem térő (rendező: Pintér Béla, szerep: Törő Klaudia)
- 2009: Orál morál (rendező: Czajlik József)
- 2009: World Wide Hero Show (rendező: Ardai Petra)
- 2010: Szutyok (rendező: Pintér Béla, szerep: Rózsi)
- 2010: Tévedések vígjátéka (rendező: Baksa Imre, szerző: W. Shakespeare, szerep: Azálea (Adriana))
- 2010: Tündöklő középszer (rendező: Pintér Béla, szerep: Madár)
- 2011: Kaisers TV, Ungarn (rendező: Pintér Béla, szerep: Elza)
- 2011: Szeret...lek (rendező: Pelsőczy Réka, szerep: Csilla)
- 2013: A szív hídjai (rendező: Novák Eszter, szerep: Caroline)
- 2013: Titkaink (rendező: Pintér Béla, szerep: Zakariás Bea)
- 2014: Bárkibármikor (rendező: Pintér Béla)
- 2016: PanoDráma: Pali (rendező: Lengyel Anna, szerep: Gyenes Judith, Maléter Pál özvegye)

### Filmszerepei
- 2000: A leghidegebb éjszaka (rendező: Gothár Péter, szerep: Feleség)
- 2001: Citromfej (rendező: Bodó Viktor, szerep: Krisztina)
- 2001: Pizzás (rendező: Balogh György, szerep: Vanda)
- 2002: El robador (rendező: Mundruczó Kornél, szerep: Rosa)
- 2004: Állítsátok meg Terézanyut! (rendező: Bergendy Péter, szerep: Bankdémon)
- 2005: Csudafilm (rendező: Ragályi Elemér, szerep: Stewardess)
- 2006: Randevú (rendező: Incze Ágnes, szerep: Irén)
- 2007: Lora (rendező: Herendi Gábor, szerep: Betti)
- 2008: Tabló (rendező: Dettre Gábor)
- 2010: Ünnep (rendező: Császi Ádám, szerep: Ildikó)
- 2010–2011: Átok (rendező: Mátyássy Áron, szerep: Kati)
- 2012: Terápia (rendező: Gigor Attila/Enyedi Ildikó, szerep: Petra)
- 2012: Átok (harmadik évad) (rendező: Mátyássy Áron)
- 2015: Az éjszakám a nappalod (rendező: Dési András György/Móray Gábor, szerep: Barbara)
- 2016: Mindenki (rövidfilm) (rendező: Deák Kristóf, szerep: Erika néni)
- 2016: Enyhén sós (rövidfilm) (rendező: Nagy Zoltán, szerep: Anita)
- 2016: A martfűi rém (rendező: Sopsits Árpád, szerep: Rita)
- 2016: Partizánok (rövidfilm) (rendező: Szabó Szonja, szerep: Jankó anyja)
- 2017: Sandwich (rövidfilm) (rendező: Hartung Attila , szerep: Colonel)
- 2017: Vértestek (rövidfilm) (rendező: Banner-Szűcs Lóránd, szerep: Ibolya)
- 2018: Egy nap (rendező: Szilágyi Zsófia, szerep: Anna)
- 2019: Szép csendben (rendező: Nagy Zoltán, szerep: Zsuzsa, Nóri édesanyja)
- 2019: Foglyok (rendező: Deák Kristóf, szerep: Ilona)
- 2023: Cella – Letöltendő élet (rendező: Csillag Mano, szerep: Anyuka)
- 2023: Műanyag égbolt (rendező: Bánóczki Tibor, Szabó Sarolta, szerep: Nóra)
- 2023: Legyetek szeretettel (rendező: Szilágyi Andor, szerep: Tókáné)
- 2023: Tündérkert – Kísértések kora (rendező: Madarász István, szerep: Báthory Erzsébet).[10]

## Díjai, elismerései
- Legjobb női alakítás díja, XI. POSZT (Szutyok,[11] 2011)[12]
- Jászai Mari-díj (2012)
- Humorfesztivál különdíj, Thália Színház (Művház,[13] 2014)
- 55. Magyar Filmkritikusok Díjátadó - 2016 legjobb női epizódalakítás - A martfűi rém, és a Mindenki című filmekben nyújtott alakításáért[14]
- Szarajevó Szíve díj a legjobb színésznőnek – 24. Szarajevói Filmfesztivál, (Egy nap, 2018) [15]